# Раковець (Тчевський повіт)
Раковець (пол. Rakowiec, нім. Rakowitz) — село в Польщі, у гміні Ґнев Тчевського повіту Поморського воєводства.
Населення — 753 особи (2011).
У 1975-1998 роках село належало до Гданського воєводства.

## Демографія
Демографічна структура станом на 31 березня 2011 року:
|          | Загалом | Допрацездатний вік | Працездатний вік | Постпрацездатний вік |
| -------- | ------- | ------------------ | ---------------- | -------------------- |
| Чоловіки | 404     | 72                 | 295              | 37                   |
| Жінки    | 349     | 83                 | 203              | 63                   |
| Разом    | 753     | 155                | 498              | 100                  |